# Nord-Trøndelag
Nord-Trøndelag is een voormalige fylke van Noorwegen. In het zuiden grenst de provincie aan Sør-Trøndelag, in het oosten aan Zweden en in het noorden aan de provincie Nordland. De provincie, of fylke in het Noors, telt 24 gemeenten. Nord-Trøndelag is per 1 januari 2018 gefuseerd met de voormalige provincie Sør-Trøndelag tot Trøndelag. Voor de verkiezingen van het Noorse parlement blijft de oude provincie nog wel bestaan als kiesdistrict.

## Gemeenten in Nord-Trøndelag

de gemeenten van Nord-Trøndelag

Nord-Trøndelag is was bij het opheffen van de provincie verdeeld in 23 gemeenten:
| 1. Flatanger 2. Fosnes 3. Frosta 4. Grong 5. Høylandet 6. Inderøy 7. Leka 8. Leksvik 9. Levanger 10. Lierne 11. Meråker 12. Nærøy | 1. Namdalseid 2. Namsos 3. Namsskogan 4. Overhalla 5. Røyrvik 6. Snåsa 7. Steinkjer 8. Stjørdal 9. Verdal 10. Verran 11. Vikna |

## Natuur
Er zijn diverse nationale parken zoals:
- Blåfjella-Skjækerfjella
- Børgefjell
- Lierne